# Parfondvaux
Parfondvaux is een plaats in de Belgische provincie Luik. Het ligt in het zuiden van Saive, een deelgemeente van Blegny.

## Geschiedenis
Op het eind van het ancien régime werd Parfondvaux een gemeente. In 1821 stelde het Luikse provinciebestuur voor om de gemeente samen te voegen met Tignée en Évegnée, maar het gemeentebestuur van Évegnée weigerde en dat van Parvondvaux wou met Saive samengaan. In 1822 werd de gemeente dan opgeheven en bij Saive gevoegd.
Deelgemeenten: Barchon · Housse · Mortier · Saive · Saint-Remy · Trembleur

Overige plaatsen: Blegny · Leval · Loneux · Parfondvaux

Belgische gemeenten · arrondissement Luik · provincie Luik · Wallonië